# Boge
Boge är en kyrkby i Boge socken i Gotlands kommun, belägen på nordöstra Gotland strax sydväst om Slite.
I Boge ligger Boge kyrka.